# 福岡東洋陶磁美術館
福岡東洋陶磁美術館（ふくおかとうようとうじびじゅつかん、英語名称：FUKUOKA ORIENTAL CERAMICS MUSEUM）は、福岡県福岡市城南区七隈8丁目7番42号にある美術館。1999年4月に開館。

## 概略
中国・朝鮮・日本における古陶磁の歴史を展示。茶陶・煎茶器・文房具飾りや茶室、日本庭園を収容。時代は、彩陶 - 清代（中国）、高麗 - 李朝（朝鮮）、縄文 - 江戸（日本）など多岐にわたり、館長溝口虎彦（西日本短期大学理事長、前学長、福岡大学創立者溝口梅太郎の息子）が収集したコレクションを多数収蔵する。
福岡大学に近接し、福岡大学創立記念日（5月21日）と敬老の日、文化の日は入館無料となる。なお、福岡大学の授業がない時期である8月と2月は長期の休館に入るので注意が必要である。

## 利用案内
開館時間
午前10時～午後5時（入館は午後4時30分まで）
休館日
日曜・祝祭日・年末年始・その他臨時休館日あり
休館月
1、2月・7、8月（展示作品入れ替えのため）
入館無料日
敬老の日（9月の第3月曜日）文化の日（11月3日）福岡大学創立記念日（5月21日）
入館料
一般：800円（65歳以上はシルバー割引で400円）
学生：400円
団体：300円割引（10名以上）

### アクセス
- 福岡市地下鉄七隈線七隈駅1番出口から徒歩1分。なお、七隈駅停車直前の音声広告で、七隈駅で降りる旨の案内がある。
- 西鉄バス「七隈四つ角」バス停から徒歩2分。
- 福岡高速環状線野芥出入口から2㎞。